# Yseult Gervy
Yseult Gervy (Nijvel, 20 januari 1979) is een voormalig Belgische zwemster. Gervy is houdster van het Belgische record op de 400m wisselslag in groot bad. Op de Europese kampioenschappen in 2000 haalde ze een bronzen medaille op datzelfde nummer. 
Tijdens het voorjaar van 2001 kende Gervy ernstige gezondheidsproblemen. Ze kon nooit haar oude niveau terug behalen en besloot in 2003, op 23-jarige leeftijd, te stoppen als professioneel zwemster. 

## Belangrijkste prestaties
| Jaar | Olympische Spelen                                                              | WK langebaan                                                              | WK kortebaan  | EK langebaan                                                                   | EK kortebaan                                                                   |
| ---- | ------------------------------------------------------------------------------ | ------------------------------------------------------------------------- | ------------- | ------------------------------------------------------------------------------ | ------------------------------------------------------------------------------ |
| 1995 |                                                                                |                                                                           | geen deelname | 22e 100m rugslag 17e 200m rugslag 27e 200m wisselslag 14e 400m wisselslag      |                                                                                |
| 1996 | 25e 100m rugslag 22e 200m rugslag 15e 400m wisselslag                          |                                                                           |               |                                                                                | 10e 100m rugslag 9e 200m wisselslag 6e 400m wisselslag                         |
| 1997 |                                                                                |                                                                           | geen deelname | 21e 100m rugslag 17e 200m wisselslag 12e 400m wisselslag                       |                                                                                |
| 1998 |                                                                                | 28e 100m rugslag 18e 200m rugslag 23e 200m wisselslag 18e 400m wisselslag |               |                                                                                | geen deelname                                                                  |
| 1999 |                                                                                |                                                                           | geen deelname | 25e 100m rugslag 9e 200m wisselslag 8e 400m wisselslag                         | geen deelname                                                                  |
| 2000 | 22e 200m rugslag 14e 200m wisselslag 18e 400m wisselslag 12e 4x200m vrije slag |                                                                           | geen deelname | 13e 100m rugslag · 8e 200m wisselslag · 400m wisselslag · 4e 4x200m vrije slag | 22e 100m schoolslag 17e 200m schoolslag 12e 200m wisselslag 8e 400m wisselslag |

## Persoonlijke records

### Kortebaan
| Afstand         | Tijd    | Datum            | Plaats    |
| --------------- | ------- | ---------------- | --------- |
| 200m rugslag    | 2.15,15 | 12 februari 2000 | Parijs    |
| 200m wisselslag | 2.14,67 | 10 december 1998 | Sheffield |
| 400m wisselslag | 4.43,12 | 10 december 1998 | Sheffield |

### Langebaan
| Afstand         | Tijd       | Datum             | Plaats   |
| --------------- | ---------- | ----------------- | -------- |
| 200m rugslag    | 2.16,67    | 20 september 2000 | Sydney   |
| 200m wisselslag | 2.16,51    | 17 september 2000 | Sydney   |
| 400m wisselslag | BR 4.46,15 | 3 juli 2000       | Helsinki |